# 1908年ロンドンオリンピックのポロ競技
1908年ロンドンオリンピックのポロ競技（1908ねんロンドンオリンピックのポロきょうぎ）について述べる。ポロが行われるのは1900年のオリンピック以来で2度目である。
会場はロンドンのHurlingham Polo Groundsであった。Hurlingham Clubが3チームで行われた試合の勝利チームにChallenge Cupを贈呈した。3チーム全部がイギリスオリンピック委員会代表であり、2つがイングランド、1つはアイルランドからであった。2つのイングランドのチームが最初に試合を行い、勝った方がアイルランドのチームと対戦した。Roehamptonが両試合に勝利し、金メダルを獲得したが、他2チームは対戦せず2チームとも2位となった。

## メダル表
| 順位 | 国       | 金 | 銀 | 銅 | 計 |
| 1    | イギリス | 1  | 2  | 0  | 3  |

## メダル詳細
| 金 | 銀 | 銅   |
| イギリス (GBR) Roehampton Charles Darley Miller George Arthur Miller Patteson Womersley Nickalls Herbert Haydon Wilson | イギリス (GBR) Hurlingham Walter Buckmaster Frederick Freake Walter Jones John Wodehouse イギリス (GBR) アイルランド John Hardress Lloyd John Paul McCann Percy O'Reilly Auston Rotherham | なし |

## 選手名簿

### Hurlingham
- Walter Buckmaster
- Frederick Freake
- Walter Jones
- John Wodehouse

### アイルランド
- John Hardress Lloyd
- John Paul McCann
- Percy O'Reilly
- Auston Rotherham

### Roehampton
- Charles Darley Miller
- George Arthur Miller
- Patteson Womersley Nickalls
- Herbert Haydon Wilson

## 結果

### 第1試合
第2ピリオドにJonesがゴールをし、Hurlinghamが最初に得点した。しかしこれがHurlinghamの唯一のゴールであり、Roehamptonが第3ピリオドに2ゴール、第5ピリオドに1ゴールした。
| 6月18日 | GBR Roehampton | 3 | - | 1 | GBR Hurlingham | Hurlingham Grounds |

### 第2試合
第2試合は第1試合よりも明らかに一方的な試合となった。Roehamptonが第1ピリオドに2得点し、第2ピリオドにMillerが3点を加えた。アイルランドは試合終了直前に唯一のゴールを決めたが、そのときすでに8-0であった。
| 6月21日 | GBR Roehampton | 8 | - | 1 | GBR アイルランド | Hurlingham Grounds |

## 情報ソース
- Cook, Theodore Andrea (1908). The Fourth Olympiad, Being the Official Report. London: British Olympic Association
- De Wael, Herman (2001年). “Polo 1908”. Herman's Full Olympians. 2006年5月6日閲覧。